# Gerd E. Schäfer
Gerhard Kurt Egilhard Schäfer (* 14. Juli 1923 in Berlin-Neukölln; † 20. September 2001 in Berlin-Prenzlauer Berg) war ein deutscher Schauspieler und Kabarettist.

## Leben
Gerd E. Schäfer wuchs in Berlin-Neukölln als Sohn zweier Rechtsanwälte auf. Sein jüdischer Vater wurde im KZ Auschwitz ermordet. Zu seiner Mutter hatte er nach dem Mauerbau 1961 keinen Kontakt, da sie im Westteil von Berlin lebte. Nach einem Notabitur, um im Arbeitslager zu arbeiten, wurde er im Alter von 17 Jahren zur Wehrmacht einberufen. Nach Ende des Zweiten Weltkriegs entschied er sich für das Schauspielfach und ließ sich von 1945 und 1947 entsprechend ausbilden und studierte wie sein Schulfreund Günter Pfitzmann an der von Fritz Kirchhoff gegründeten West-Berliner Schauspielschule „Der Kreis“.
Von 1958 bis zu seinem Tod 2001 war Schäfer in dritter Ehe mit Ruth-Ellen Schäfer verheiratet. Aus dieser Verbindung entstammen zwei Söhne: der Kult-Friseur Frank Schäfer (* 1959) und der Schauspieler Alexander G. Schäfer (* 1965). Gerd E. Schäfer erlag am 20. September 2001 im Alter von 78 Jahren einem Krebsleiden. Er lebte bis zuletzt viele Jahre in Berlin-Prenzlauer Berg.
2012 brachte Alexander G. Schäfer im Eulenspiegel Verlag eine Biografie über seinen Vater mit dem Titel Vorhang auf: Gerd E. Schäfer! heraus. Anlässlich seines 95. Geburtstages im Juli 2018 sendete der MDR im Rahmen der Fernsehreihe Damals war’s-Legenden die 90-minütige Sendeausgabe Ein Abend für Gerd E. Schäfer. Zum 100. Geburtstag im Jahr 2023 veröffentlichte sein Sohn Alexander G. Schäfer ein zweites Buch unter dem Titel Maxe Baumann, Wunschbriefkasten, Die goldene Gans …: 50 Anekdoten zum 100. Geburtstag von Gerd E. Schäfer im Verlag Bild und Heimat.

## Karriere
Sein Bühnendebüt gab Schäfer in William Shakespeares Komödie Ein Sommernachtstraum. Weitere Bühnenstationen, an denen er in Helden- und Schurkenrollen zu sehen war, hatte er an Theatern in Potsdam, Weißenfels, Lutherstadt Wittenberg und am Stadttheater Bautzen, wo er die deutsche Erstaufführung des sowjetischen Zeitstücks Die große Kraft von Stalinpreisträger I. Klasse Boris Sergejewitsch Romaschow (Premiere am 24. August 1948) inszenierte. Bis Mitte der 1950er Jahre war Schäfer ohne Engagement und arbeitete während dieser Zeit unter anderem als Vertreter für Kaffee. Nach dieser Zeit war Schäfer bis 1968 festes Ensemblemitglied des Kabaretts Distel, dessen Programme auch im Fernsehen ausgestrahlt wurden und Schäfer so zum Durchbruch als Schauspieler verhalf. Zwischen 1957 und 1965 war er in zahlreichen Stacheltier-Kurzfilmen zu sehen.
Ab Mitte der 1950er Jahre wurde Schäfer dem jungen Publikum vor allem durch seine ständige Sprechrolle des Papageien Pfeffi in der Kindersendung Meister Nadelöhr erzählt, sowie seiner Mitwirkung in den 1960er Jahren in den DEFA-Märchenfilmen Das Kleid (1961; als Außenminister), Die goldene Gans (1964; als Hofgelehrter Weisenstein), König Drosselbart (1965; als Herzog Adolar) und Wie heiratet man einen König? (1969; als Steuereintreiber) bekannt.
Ab 1968 gehörte er zum festen Ensemble des DDR-Fernsehens. Ab 1974 moderierte Schäfer fast 18 Jahre lang gemeinsam mit der Schauspielerin Uta Schorn die Fernsehsendung Der Wunschbriefkasten. Populär wurde er beim Fernsehen vor allem in der Rolle des Maxe Baumann, die er ab 1976 in den an Silvester uraufgeführten Boulevardtheaterstücken Ferien ohne Ende (1976), Keine Ferien für Max (1977), Max auf Reisen (1978), Überraschung für Max (1979), Max in Moritzhagen (1980), Maxe in Blau (1981), Max bleibt am Ball (1982) und Maxe Baumann aus Berlin (1987) verkörperte. In der Lustspiel-Reihe Drei reizende Schwestern hatte er 1984 in dem Pilotfilm Familienfest mit Folgen ein Cameo-Auftritt als Hausmeister Fritz Baumann, der im Film als jüngerer Bruder seiner Kunstfigur Maxe Baumann vorgestellt wird.
Darüber hinaus war Schäfer wiederholt im Fernsehtheater Moritzburg zu sehen, beispielsweise in Ein Fuchs zuviel (1984). 1986 spielte er neben Katja Ebstein in deren Fernsehsendung Katja Ebstein unterwegs in der DDR in einer Folge über das Schweriner Land in vier verschiedenen Rollen.
Schäfer übernahm neben seinen Arbeiten beim Fernsehen auch in verschiedenen DEFA-Kinoproduktionen kleinere Rollen, wie in Silvesterpunsch (1960), Auf der Sonnenseite (1961), For Eyes Only (1963), Ohne Paß in fremden Betten (1965), Seine Hoheit – Genosse Prinz (1969) und Nicht schummeln, Liebling! (1972). Für sein künstlerisches Schaffen wurde er in der DDR mehrfach ausgezeichnet, so erhielt er unter anderem als Ehrung den Nationalpreis der III. Klasse für Kunst und Literatur, den Vaterländischen Verdienstorden und den Kunstpreis verliehen.
Im wiedervereinigten Deutschland konnte Schäfer nahtlos an seine Laufbahn in der DDR anknüpfen. Er arbeitete vornehmlich in West-Berlin und unternahm Theater-Tourneen. Im Fernsehen hatte er 1993 eine Gastrolle als Werner Sawitzky im Tatort: Die Zärtlichkeit des Monsters, dem fünften Fall der Ludwigshafener Kommissarin Lena Odenthal. Von der 4. Staffel (1994) bis zur 6. Staffel (1996) übernahm er an der Seite seines einstigen Schulfreundes Günter Pfitzmann die durchgehende Rolle des Obdachlosen Ludger. 1994 war er in der 11-teiligen Fernsehserie Der Havelkaiser, ebenfalls mit Pfitzmann, in der Rolle des Karl Köppcke zu sehen. Bis 1997 präsentierte er gemeinsam mit dem Kabarettisten Wolfgang Gruner für den Regionalsender TV Berlin den satirischen Wochenrückblick Gruner & Schäfer. Letztmals vor der Kamera stand er 1998 neben Inge Meysel und Katrin Sass in Claudia Prietzels Fernsehfilm Das vergessene Leben, wo er die Rolle des Herrn Stieler spielte. Danach zog er sich aus gesundheitlichen Gründen aus der Öffentlichkeit zurück.

## Filmografie

### Kurzfilme
- 1957: Das Stacheltier: Der Spaziergang
- 1957: Das Stacheltier: In Freiheit Marsch
- 1957: Das Stacheltier: AuBacke
- 1957: Das Stacheltier: ....da helfen keine PILLEN
- 1958: Das Stacheltier: Dschungeltöne
- 1959: Das Stacheltier: Jupp stellt richtig
- 1960: Das Stacheltier: Die goldene Maus
- 1961: Das Stacheltier: Ein Pferd müßte man haben
- 1962: Das Stacheltier: Sieben auf einen Streich
- 1962: Das Stacheltier: Jupp hilft ziehen / Jupp als Möbelpacker
- 1962: Das Stacheltier: Spaß muss auch sein
- 1962: Das Stacheltier: Innerbetrübliches
- 1963: Das Stacheltier: Der Dieb von San Marengo
- 1964: Das Stacheltier: Haste Töne
- 1965: Das Stacheltier: Salon Pitzelberger

### Kino
- 1960: Silvesterpunsch
- 1961: Das Rabauken-Kabarett
- 1961: Das Kleid
- 1961: Steinzeitballade
- 1961: Mutter Courage und ihre Kinder
- 1962: Auf der Sonnenseite
- 1962: Ärzte
- 1962: Der Kinnhaken
- 1962: Das verhexte Fischerdorf
- 1963: For Eyes Only
- 1964: Die goldene Gans
- 1965: König Drosselbart
- 1965: Ohne Paß in fremden Betten
- 1966/2009: Hände hoch oder ich schieße
- 1967: Hochzeitsnacht im Regen
- 1967: Ein Lord am Alexanderplatz
- 1968: Schüsse unterm Galgen
- 1969: Wie heiratet man einen König?
- 1969: Im Himmel ist doch Jahrmarkt
- 1969: Seine Hoheit – Genosse Prinz
- 1971: Hut ab, wenn du küsst!
- 1972: Nicht schummeln, Liebling!

### Fernsehen

#### Fernsehfilme
- 1958: Der Hektarjäger
- 1959: Paul Eszterág schweigt
- 1960: Ich bin nicht mein Bruder
- 1960: Liebe auf den letzten Blick
- 1960: Fahrt ins Blaue
- 1961: Die Geistertasse
- 1961: Gewissen in Aufruhr (Fünfteiler, Teil 5 Zweite Heimkehr)
- 1965: Salon Pitzelberger
- 1965: Die Abenteuer der Périchole
- 1966: Schatten über Notre Dame (Vierteiler)
- 1969: Vorsicht, Kurven
- 1969: Kein schöner Amt in diesem Land
- 1969: Warenhaus der guten Laune
- 1969: Tolle Tage
- 1970: Der Schein trügt (auch als Autor)
- 1970: Ein Jahr voll Musik
- 1970: Kneippkur
- 1970: Unser Haus steht Kopp
- 1971: Oswin und die Geister
- 1972: Gemischtes Doppel
- 1972: Florentiner 73
- 1973: Der Krankenschein
- 1973: Mit August im August
- 1974: Hallo Taxi
- 1974: Die Ostsee ruft
- 1974: Wie sag ich's meinen Kindern
- 1974: Schultze mit tz
- 1974: Neues aus der Florentiner 73
- 1974: Alle Haare wieder
- 1975: Heiraten/weiblich
- 1975: Männerwirtschaft
- 1975: Antons liebe Gäste
- 1976: Nicht kleinzukriegen
- 1976: Blechschmidts Geburtstag
- 1976: Frauen sind Männersache
- 1977: Wen der Hafer sticht
- 1977: Zu zweit (k)einProblem
- 1978: Ein gemütlicher Abend
- 1980: Kindersegen heißt sich regen
- 1982: Der blaue Oskar (Theateraufzeichnung)
- 1982: Der Teufelskreis
- 1984: Ein Fuchs zuviel
- 1985: Müllers kommen
- 1985: Meine Tochter – deine Tochter
- 1986: Zwei blaue Augen
- 1998: Das vergessene Leben

#### Fernsehserien und -reihen
- 1955–1990: Meister Nadelöhr erzählt (Stimme von Feffi)
- 1959: Weimarer Pitaval: Der Fall Harry Domela
- 1969: Drei von der K (Folge: Der große Tag des Kurtchen Vogelsang)
- 1976–1987: Maxe Baumann (8 Folgen)
  - 1976: Ferien ohne Ende
  - 1977: Keine Ferien für Max
  - 1978: Max auf Reisen
  - 1979: Überraschung für Max
  - 1980: Max in Moritzhagen
  - 1981: Maxe in Blau
  - 1982: Max bleibt am Ball
  - 1987: Maxe Baumann aus Berlin
- 1984: Drei reizende Schwestern: Familienfest mit Folgen
- 1992: Berliner Weiße mit Schuß (Folge: Berühren verboten/Ende gut alles gut/Fifty Fifty)
- 1993: Tatort: Die Zärtlichkeit des Monsters
- 1994: Der Havelkaiser (Folge 1: Stapellauf)
- 1994: Die Gerichtsreporterin (Folge 8: Ehre, wem Ehre gebührt)
- 1994–1996: Praxis Bülowbogen (12 Folgen)

## Hörspiele
- 1957: Wsewolod Wischnewski: Die Straße des Soldaten (Kosak) – Regie: Wolfgang Schonendorf (Rundfunk der DDR)
- 1960: Rolf Schneider: Affären – Regie: Werner Stewe (Hörspiel – Rundfunk der DDR)
- 1963: Joachim Goll: Eine kleine Hausmusik (Objektleiter) – Regie: Hans Knötzsch (Hörspiel – Rundfunk der DDR)
- 1966: Günther Feustel: Das Märchen vom springenden, singenden Brunnen (Feffi) – Regie: Theodor Popp (Kinderhörspiel – Litera)
- 1970: Jiří Vršťala: Ferdinand, paß auf! (Robert, der Papagei) – Regie: Jiří Vršťala (Kinderhörspiel – Litera)